# Кастелнуово (Болоња)
Кастелнуово (итал. Castelnuovo) је насеље у Италији у округу Болоња, региону Емилија-Ромања.
Према процени из 2011. у насељу је живело 13 становника. Насеље се налази на надморској висини од 647 м.